# Emiliano Zapata (Tabasco)
Emiliano Zapata  es el nombre oficial de la ciudad mexicana cabecera del municipio del mismo nombre, en el estado de Tabasco. Está ubicada en la región del Usumacinta y en la subregión de los ríos. Aunque no se tiene certeza de la fecha de fundación, se tiene documentado que la región recibió en la época prehispánica el nombre de Iztapan; posteriormente en la época colonial le fue dado el nombre de Montecristo, conocida así hasta 1927, año en que recibe su nombre actual.

## Etimología
El nombre del municipio es en honor al caudillo revolucionario, general Emiliano Zapata Salazar. Aunque antiguamente, la ciudad tenía el nombre de Montecristo, el cual había sido puesto por los frailes dominicos. Sin embargo debido a la persecución religiosa imperante durante el gobierno de Tomás Garrido Canabal, su nombre fue cambiado por el que actualmente tiene.

## Historia
Cuando los españoles descubrieron la península de Yucatán y la desembocadura del río de Tabasco al que bautizaron con el nombre de su descubridor Juan de Grijalva, las etnias predominantes en la región eran de origen maya: chontales, acalanes y mactunes, aunque comenzaban a incursionar en la región, grupos provenientes de la meseta central de México, especialmente los mexicas, una de las tribus nahuas.  
Cabe señalar que cuando el conquistador Hernán Cortés estuvo de paso en esta región durante la expedición a Las Hibueras (Honduras) en 1525, y que constituyó el descubrimiento de la región del Usumacinta para el mundo occidental, todas las ciudades mayas del período Clásico estaban abandonadas, por lo que sólo encontraron asentamientos pertenecientes a lo que se conoce como el nuevo imperio maya o maya del Postclásico, una de ellas lo fue Iztapan (nombre náhuatl), que algunos investigadores identifican como el sitio que hoy ocupa la ciudad de Emiliano Zapata.  

... fuimos a otro pueblo que se dice Iztapa, y los indios se habían pasado a la otra parte de otro río muy caudaloso. Y fuímoslos a buscar y trajimos a los caciques y muchos indios y Cortés les habló con halagos te (...) y estuvímos en ese pueblo cosa de tres días porque había buena yerba para los caballos y mucho maíz, y decía Cortés que era buena tierra para poblar allí una villa porque tenía noticias de que en los alrededores había buenas poblazones para servicio de tal villa...
Bernal Díaz del Castillo, Historia Verdadera de la Conquista de la Nueva España

### Primeros habitantes
En unos documentos conocidos como los "Papeles de Paxbolón Maldonado", cuyos originales se conservan en el Archivo de Indias en Sevilla, España, se indica que el señorío de los mactunes se extendía hasta Iztapan, territorio entonces disputado por los dzules, tribu proveniente del sur de la península de Yucatán.    
Es probable que a la desintegración de estas poblaciones se hayan buscado nuevos sitios de asentamiento; los historiadores locales Gregorio Cabrera García y Enrique Fonz Romero, aun cuando no revelan la fuente de su información, aseguran que un grupo de estos, fundaron una nueva población en la margen izquierda del río Usumacinta en un sitio conocido entonces como Punta de Caracas, que corresponde a la actual ciudad de Emiliano Zapata, esto habría ocurrido hacia principios del siglo XVIII.  
De acuerdo al también historiador, Raúl Abreu Marín, los primeros pobladores de lo que hoy es la ciudad de Emiliano Zapata, fueron indígenas chontales provenientes de San Carlos (hoy, villa Benito Juárez) y San Fernando (hoy, pueblo Límbano Blandín) del municipio de Macuspana, quienes abandonaron sus lugares de origen por diferentes causas como las plagas que devastaron sus cultivos o enfermedades epidémicas que diezmaban su población; estos, dice, se posesionaron del llamado "barrancón", es decir, las tierras más altas de la orilla del río. Luego llegaron familias chiapanecas provenientes de Yajalón y Chilón, así como de la ribera del río Pantojas, que iniciaron la siembra de árboles frutales e impulsaron la agricultura, ellos fueron, dice, los que bautizaron con el nombre de "Punta de Caracas", a una punta de terreno sobresaliente del río.  

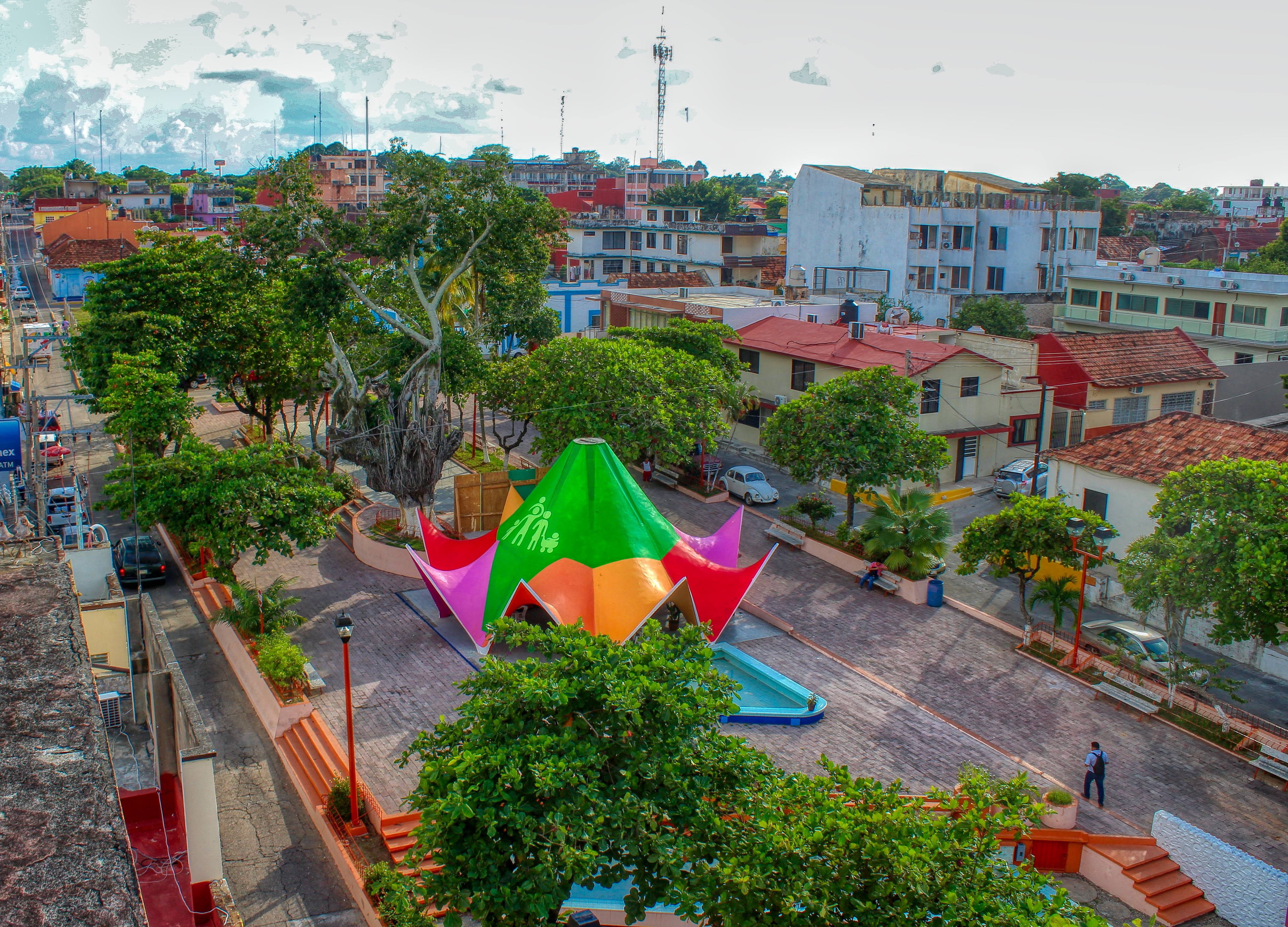
Parque Independencia, en la ciudad de Emiliano Zapata.

Durante la época Colonial, provenientes de San Cristóbal de Las Casas, Chiapas, entonces el centro evangelizador más importante del suroeste mexicano, llegaron a esta población frailes dominicos, franciscanos y agustinos, obsequiando estos últimos una imagen de San Agustín, que se convirtió en el patrono y dio el primer nombre que se conoce de esta población.  

### Montecristo
Años más tarde, una expedición de misioneros dominicos que iba con destino a Cabecera (pueblo del municipio de Tenosique) río arriba, les tocó estar en esta población durante la celebración de la Navidad, y fue durante esos festejos cuando se refirieron al sitio como el "Monte de Cristo", lo que la gente tomó como un nuevo bautizo, llamando a la población desde entonces: Montecristo.  
Tiempo después llegaron otros pobladores de Tepetitán, Macuspana, de apellidos Marín, Cabrera, Lara; y otros de Jonuta, Tabasco. Como consecuencia de la Guerra de Castas (1846-1848) llegaron varias familias yucatecas, entre ellos, Teodoro Cruz, Biviano Bautista Trujeque, Marcos Canché, Gregorio Gutiérrez, los Chi, los Manzanilla, los Gamboa, los Crisanto, los Ayala y los Pinto, dedicados a la agricultura.  
Después llegaron los europeos, entre ellos los españoles Manuel Menéndez Díaz, los hermanos Aldecoa, Carlos Manjarrez; el francés José María Escoffié, y el alemán David Scherrer.  
A un agrimensor de origen español llamado Carlos Jasso Baqueiro, le tocó hacer el trazo del pueblo de este a oeste y de norte a sur, con manzanas de 100 varas de largo de este a oeste, y 54 varas de norte a sur, hasta la hoy calle de Simón Sarlat y a Villa Corregidora; este pionero de la urbanización fue abuelo del señor Ovidio Jasso Abreu, quien fuera propietario de la fracción de terreno que hoy se conoce como ejido Calatrava en el municipio de Palenque, Chiapas, nombre que le puso en recuerdo a su tierra natal en España.  
En diciembre de 1883, el pueblo de Montecristo fue erigido en villa y desde entonces es, según la Ley Orgánica de División Territorial, la cabecera de uno de los 17 municipios del estado, y en 1888 se le concede a la villa de Montecristo el derecho de elegir Ayuntamiento.

### Cambio de nombre
Debido a la persecución religiosa imperante en el estado, el 27 de diciembre de 1927 por decreto n.º 5 de la XXX Legislatura local, la villa de Montecristo se erige en ciudad con el nombre del caudillo revolucionario Emiliano Zapata.

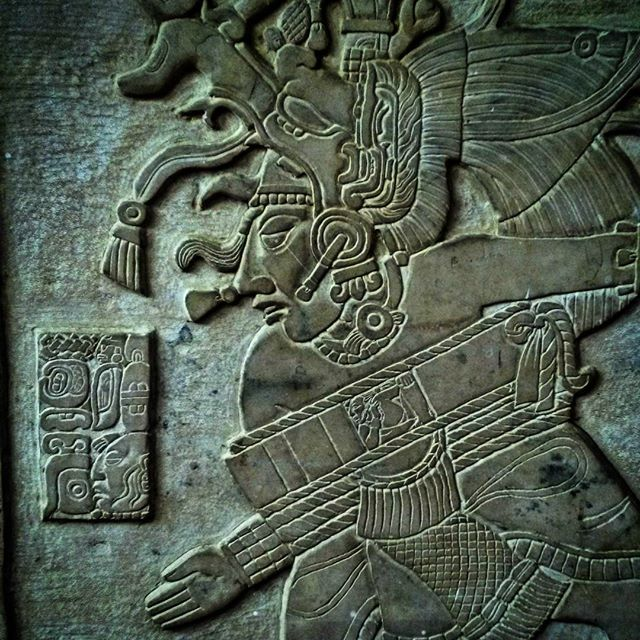
Sacerdote maya. Escultura en piedra. Museo de la Ciudad "Ventura Marín Azcuaga".

## Hechos históricos
- Siglo VI Los chanes se asentaron en la región de Palenque.

- Siglo VII florecimiento de la cultura maya.

- 1525 Hernán Cortés llegó a Iztapan rumbo a Las Hibueras.

- 1846 llegaron emigrantes yucatecos por la "Guerra de Castas".

- 1883 diciembre.- La ciudad deja de ser pueblo del municipio de Jonuta y es erigida en villa de Montecristo.

- 1914 la población se une a la Revolución constitucionalista.

- 1927 diciembre.- A la cabecera municipal se le dio el título de ciudad con el nombre de Emiliano Zapata.

- 1967 Emiliano Zapata queda comunicada con la capital del estado, el sureste y el país con la carretera federal n.º 186 Villahermosa-Chetumal.

- 1967  llega a Emiliano Zapata y a la región el primer autobús de la línea de autotransporte "Unión de Camioneros de Yucatán".

- 1967 llega a Emiliano Zapata y a la región el primer camión de la línea de autotransportes ADO.

- 1974 se crea el ballet folklórico infantil de Emiliano Zapata.

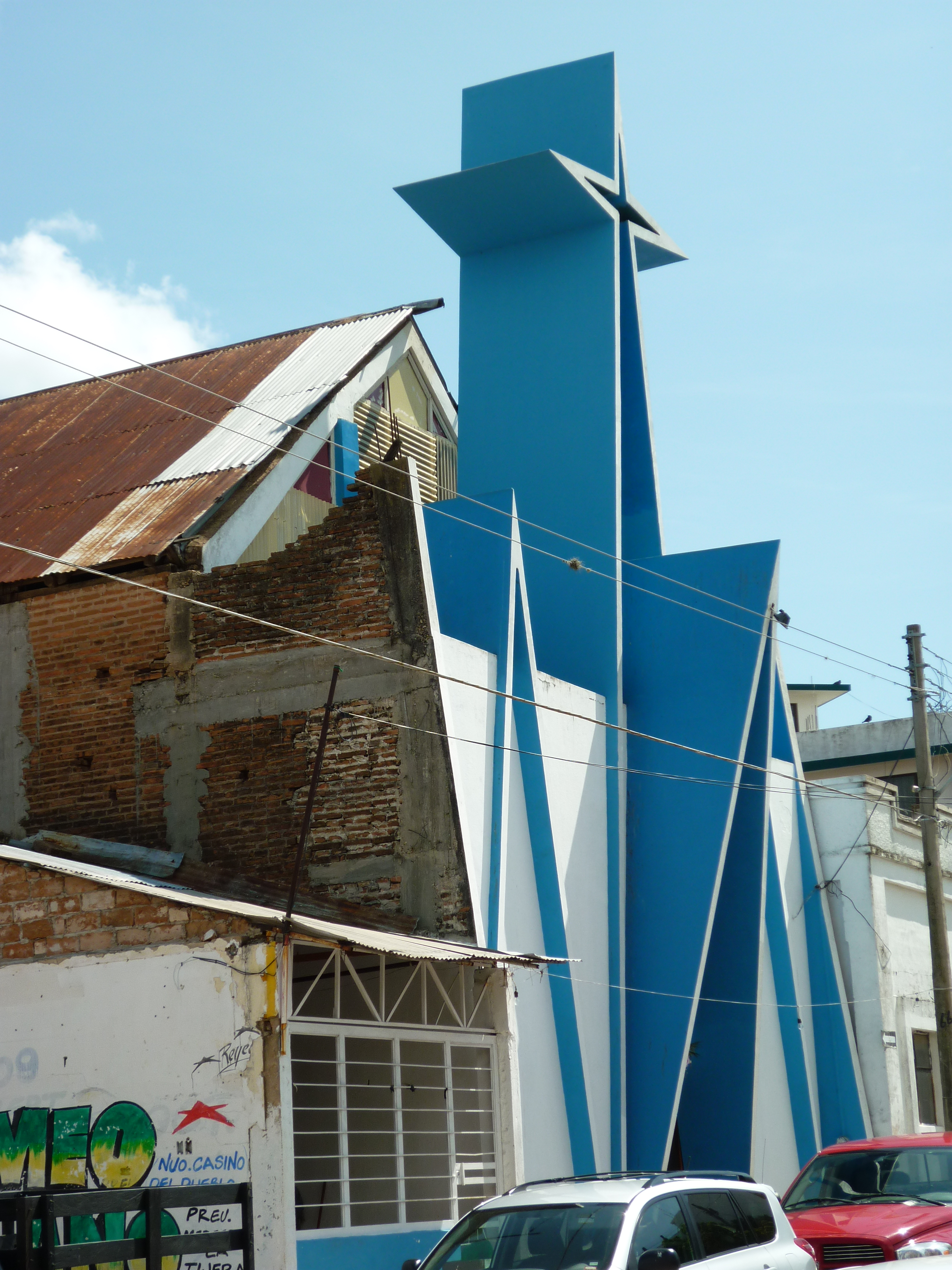
Fachada moderna de la iglesia de Nuestra Señora del Rosario, patrona del lugar. La antigua iglesia fue derribada durante la persecución religiosa.

- 1981-1982 Se construyen el museo de la ciudad, la biblioteca municipal, la casa de la cultura "José Carlos Becerra" el nuevo parque "La Raza" con un teatro al aire libre y el Parqueológico de la flora y la fauna "José Narciso Rovirosa".

- 1979 el ballet infantil de Emiliano Zapata representa a México en el CARIFIESTA de Cuba.

- 1984 el ballet infantil de Emiliano Zapata se presentó en Quebec, Canadá.

- 1993 el municipio de Emiliano Zapata es reconocido a nivel nacional con el Premio Nacional de Solidaridad a la Acción Comunitaria.

- 1993 Emiliano Zapata es distinguido con la visita al Poblado Nuevo Chable de la presidenta del DIF Nacional y primera dama del país, Cecilia Ocelli de Salinas.

- 1994 el municipio de Emiliano Zapata es reconocido a nivel nacional con el Premio Nacional de Solidaridad a la Acción Municipal.

- 2000 el presidente de la República Ernesto Zedillo Ponce de León inauguró el nuevo plantel de la escuela secundaria "Benito Juárez García".

- 2012 el presidente de la República Felipe de Jesús Calderón Hinojosa supervisa el puente Usumacinta en Villa Chablé.

## Población

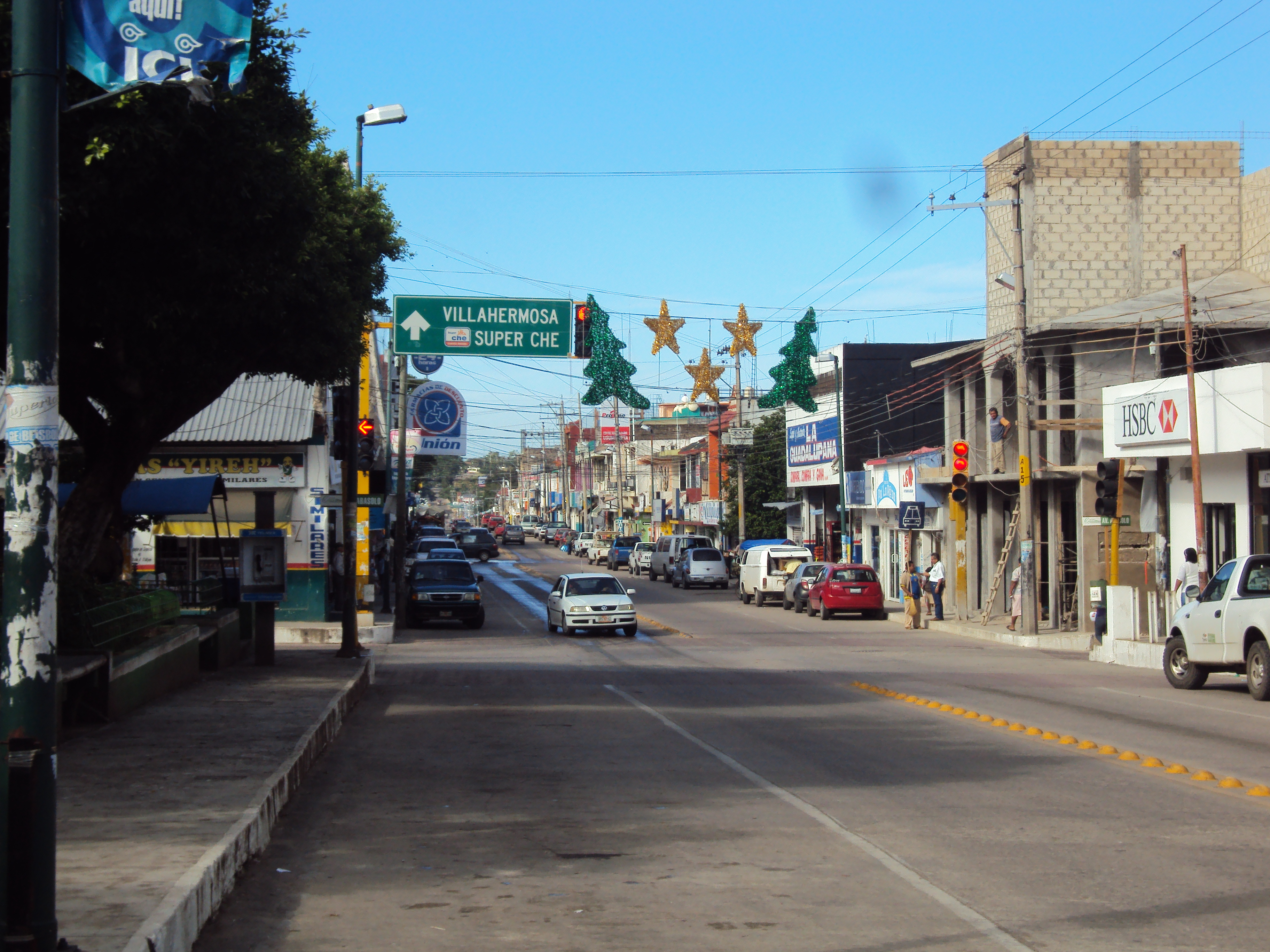
Avenida Corregidora, la arteria más importante de la ciudad.

La ciudad de Emiliano Zapata cuenta con 22 469 habitantes lo que representa un incremento promedio de 1.2% anual en el período 2010-2020 sobre la base de los 20 030 habitantes registrados en el censo anterior. Ocupa una superficie de 6.277 km², lo que determina al año 2020 una densidad de 3580 hab/km².
| Gráfica de evolución demográfica de Emiliano Zapata entre 2000 y 2020 |
|                                                                       |
| Fuente: Instituto Nacional de Estadística Geografía e Informática     |

En el año 2010 estaba clasificada como una localidad de grado bajo de vulnerabilidad social.
La población de Emiliano Zapata está mayoritariamente alfabetizada (3.18% de personas analfabetas al año 2020) con un grado de escolarización en torno de los 10 años. Solo el 2.08% de los habitantes es indígena.

## Clima
El clima es cálido tropical, con abundantes lluvias en verano. Tiene una temperatura media anual de 26.55 °C, siendo la máxima media mensual en mayo de 30.9 °C, con 22.7 °C y la mínima media en enero y febrero con 22.7 °C; la máxima y mínima absolutas alcanzan los 43 °C y 14 °C respectivamente. 

## Turismo

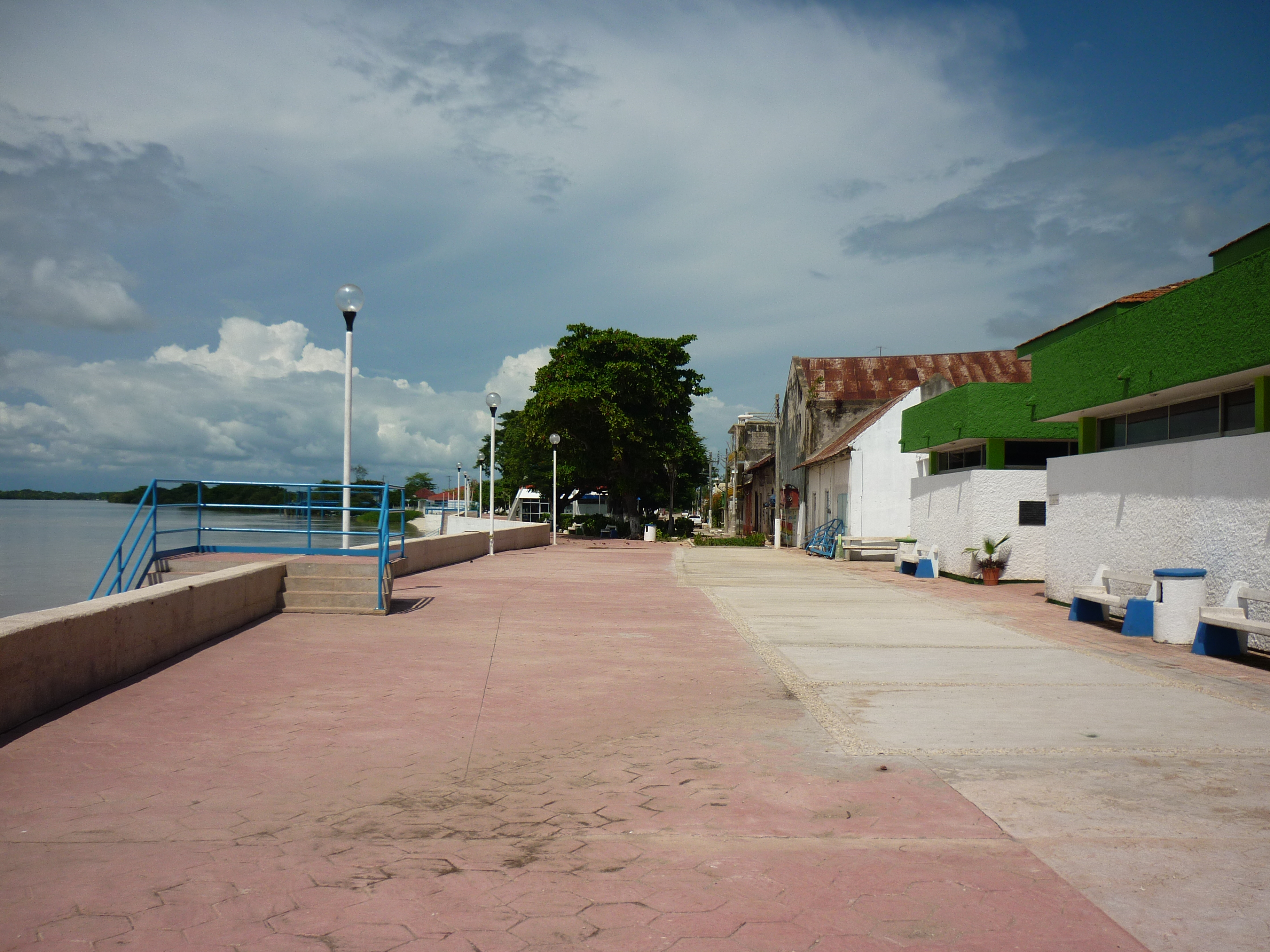
Malecón de la ciudad de Emiliano Zapata.

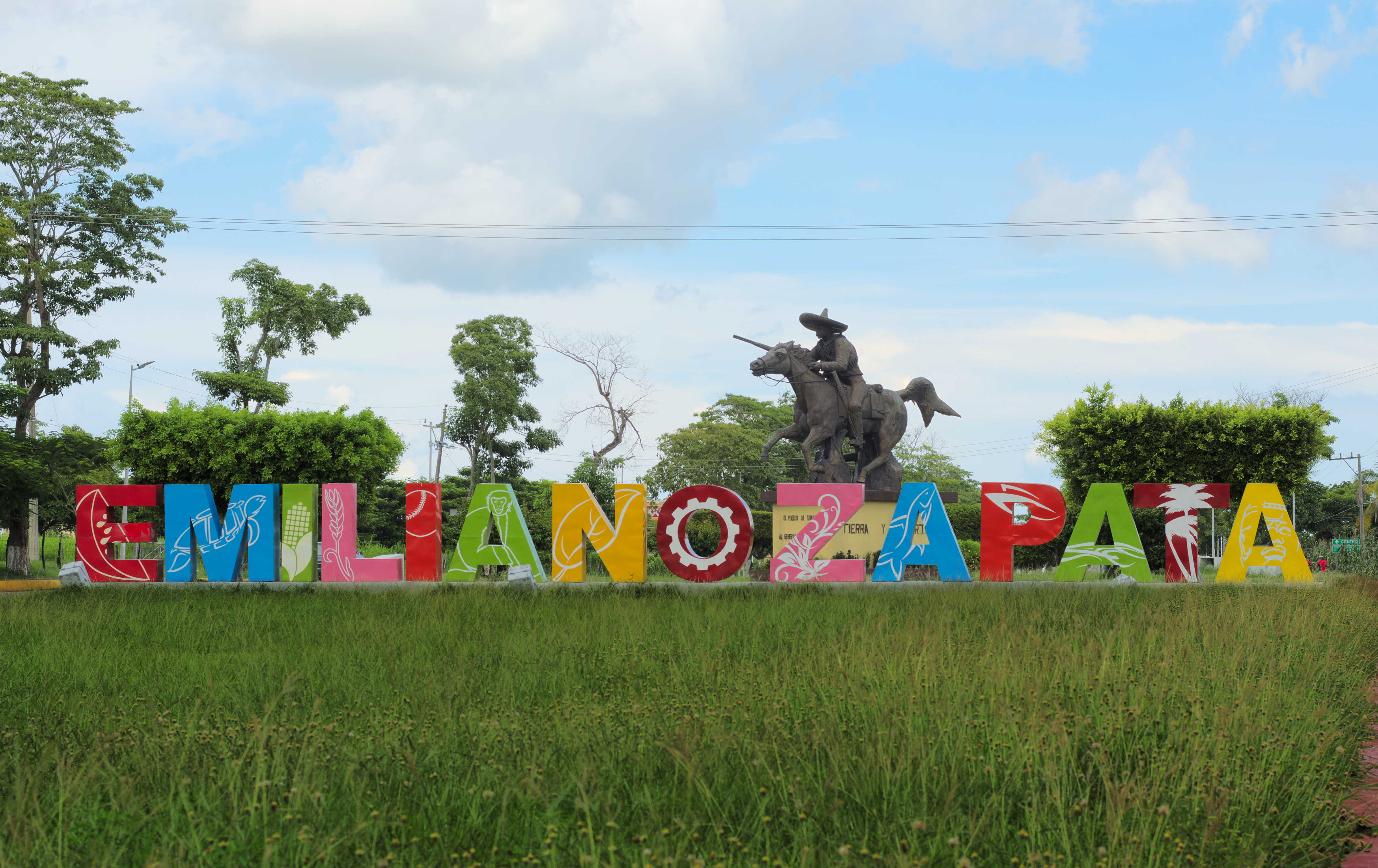
Estatua de Emiliano Zapata

### Laguna de Nueva Esperanza
Poco antes de llegar a la ciudad de Emiliano Zapata provenientes de la carretera federal 186, se encuentra el parador turístico "Laguna de Nueva Esperanza", desde donde se aprecia la majestuosa belleza de la laguna, enmarcada al fondo con el río Usumacinta.

### Balcón del Usumacinta
Con este sobrenombre se le conoce también a la cabecera municipal, la cual es una hermosa ciudad construida sobre suaves colinas que permiten vistas panorámicas y cuenta con excelentes servicios para recibir turismo. 
Es llamada el "Balcón del Usumacinta" por estar localizada en la margen izquierda del río Usumacinta, y desde su malecón ofrece una espectacular vista del majestuoso río.
En la temporada de estío que coincide con la vacacional, se pueden disfrutar de hermosos playones en el río Usumacinta, los que son aprovechados por la población para bañarse y refrescarse en sus aguas. En el "playón" ubicado frente a la ciudad, existe gran ambiente ya que es visitado por cientos de personas, se organizan torneos deportivos, amenizan grupos musicales y se pueden hacer recorridos en lancha y practicar algún deporte acuático.

### Museo de la ciudad "Ventura Marín Azcuaga"

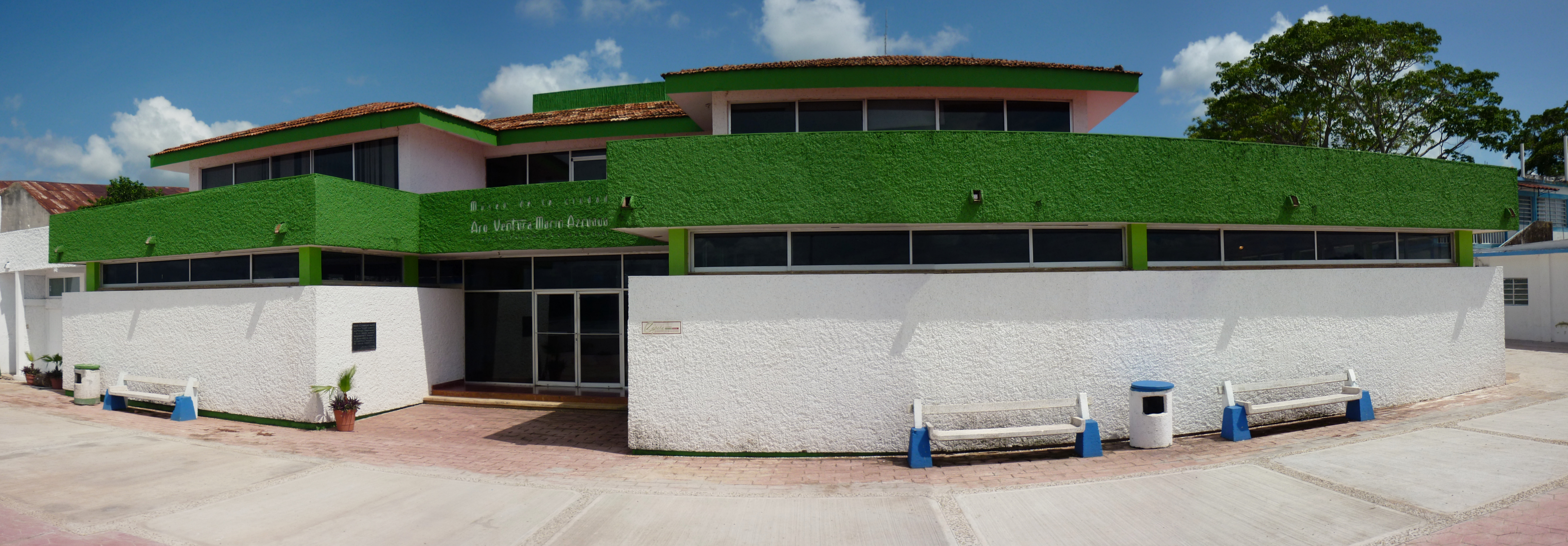
Fachada del Museo de la ciudad "Ventura Marín Azcuaga".

Ubicado en la ciudad de Emiliano Zapata, este museo, ofrece a los visitantes, una colección de piezas mayas de la región, así como cuadros de fotografías y pintura.  
En la infraestructura urbana destacan el malecón, parques, monumentos y esculturas.